# Palmirinha
Palmira Nery da Silva Onofre (Bauru, 29 de junho de 1931 – São Paulo, 7 de maio de 2023), mais conhecida como Palmirinha Onofre, ou somente Palmirinha, foi uma cozinheira e apresentadora de televisão brasileira, apelidada carinhosamente por muitos como a "Vovó do Brasil".

## Início de vida
Palmira Nery da Silva Onofre, nascida em 29 de junho de 1931, em Bauru, São Paulo, é filha do baiano Felippe Nery da Silva e da imigrante italiana Ana Zambolin. Com apenas seis anos de idade, deixou a casa dos pais após desentendimentos com sua mãe e foi morar com uma francesa que gostava de cozinhar. Foi lá que ela aprendeu muito do que descobriu sobre a culinária. Anos depois, precisou voltar para casa após a morte do pai, mas os problemas continuaram. Aos 16 anos, sua mãe a vendeu para um fazendeiro, mas ela conseguiu fugir com a ajuda de uma tia. Aos 19 anos, a apresentadora se casou para poder sair de casa, vivendo, por quase 20 anos, um relacionamento abusivo em que sofreu agressões físicas. Palmirinha teve três filhas: Tânia, Nancy e Sandra.

## Carreira
A carreira na televisão começou quando ainda fazia salgados e doces para vender e sustentar suas três filhas, depois que se separou do marido. Sua primeira aparição na televisão se deu em 1994, aos 63 anos, quando foi como convidada do programa Sílvia Poppovic na TV Bandeirantes, cujo tema era "criei meus filhos sozinha". Além de contar sua história, Palmira presenteou a apresentadora com uma cesta de salgadinhos. O talento de Palmirinha despertou interesse da apresentadora Ana Maria Braga que a convidou para participar do Note e Anote, apresentado na época pela Rede Record. Palmirinha permaneceu como colaboradora da atração por mais de cinco anos onde ensinava a preparar receitas. Em 1997 a culinarista recebeu uma proposta da TV Gazeta e a partir de maio daquele ano ela atuou na emissora paulista como colaboradora dos programas Mulheres e Pra Você com suas receitas. Na emissora, Palmirinha também comandava o programa TV Culinária, onde mostrava o passo-a-passo de receitas e tirava dúvidas dos telespectadores. Por decisão própria de não renovar contrato com a TV Gazeta onde permanecera por treze anos, no dia 30 de agosto de 2010 Palmirinha deixou o comando do programa TV Culinária. Segundo informações, Palmirinha pretendia se dedicar a projetos pessoais. O programa teve continuidade, onde Palmirinha foi substituída pela apresentadora Viviane Romanelli.
Em fevereiro de 2012 a imprensa anunciou a contratação de Palmirinha pelo canal de TV a cabo Bem Simples, do grupo Fox. Ela afirmou em algumas entrevistas que fora cogitada por outras emissoras, mas que nenhuma delas aceitava a presença do boneco Guinho no programa, por isso Palmirinha optara por assinar com o Bem Simples. O programa intitulado Programa da Palmirinha estreou no canal no dia 11 de julho de 2012. Além de adotar o tradicional formato utilizado pela culinarista em programas anteriores, contava com a produção de Rafa Coleone entre outros produtores e roteiristas. O novo programa teve em sua equipe 60 profissionais, além de cozinha de apoio. Foram 26 programas com a duração de 30 minutos. Durante 2 anos mesmo com a mudança de nome do canal de Bem Simples para o Fox Life, Palmirinha recebeu artistas. Em 2014, desfez parceria com o ator Anderson Clayton, que interpretava o boneco Guinho. Em outubro de 2015 Palmirinha é dispensada do Fox Life após o fim do contrato, decidindo afastar-se da televisão. Em 2017, fez uma participação especial no filme Internet: O Filme, interpretando ela mesma. Em 26 de fevereiro de 2018, foi anunciada a volta da cozinheira para participação no Mulheres após saída conturbada da TV Gazeta em 2010, e em 1 de março aparece para participar no Melhor da Tarde com Catia Fonseca na Rede Bandeirantes. Em 2018, fechou contrato com o Grupo Globo para participar do reality show de culinária Chefe ao Pé do Ouvido, no canal a cabo GNT, no qual ela dava dicas e técnicas de receitas para os participantes.

## Aparições na mídia
Palmirinha Onofre acabou por se tornar conhecida por todo o Twitter, até mesmo em lugares que não recebem o sinal da TV Gazeta através do programa CQC da  TV Bandeirantes. O programa já exibiu diversos vídeos da apresentadora no quadro Top Five.  Na maioria deles Palmirinha aparece em situações como esquecendo o nome de utensílios domésticos e se esquecendo de responder a perguntas, além de outras falhas que se tornaram hit na Internet. Dado a repercussão de seus vídeos, foi convidada especial para apresentar o quadro Top Five no dia 6 de setembro de 2012. Em abril de 2010 foi entrevistada no Programa do Jô da TV Globo, no qual contou como chegou à televisão. No mesmo programa também revelou que foi Ana Maria Braga quem a apelidou de "Palmirinha", pois ela referia-se à Ana como Aninha.
Em 2011 participou do quadro Lata Velha do programa Caldeirão do Huck, que foi exibido em 28 de maio. No programa em questão Palmirinha ensina ao participante do quadro como preparar algumas receitas. Em maio do mesmo ano Palmirinha aparece em um viral publicitário onde faz o papel de uma avó aprendendo a andar de skate com o neto. Na cena ela sofre uma queda, que foi representada por um dublê. Ainda em  2011 Palmirinha foi entrevistada no programa Agora é Tarde do dia 27 de julho. Já em 2012, a culinarista foi entrevistada por Marília Gabriela programa De Frente com Gabi do dia 18 de março, onde ela contou toda sua trajetória, além de fatos de sua vida pessoal.

### Impacto
Palmirinha é citada no livro Os 198 Maiores Memes Brasileiros que Você Respeita, de Kleyson Barbosa.

## Morte
Palmirinha morreu em 7 de maio de 2023 aos 91 anos. Os familiares noticiaram o falecimento em sua conta oficial do Instagram. Ela estava internada na Unidade Paulista do Hospital Alemão Oswaldo Cruz desde o dia 11 de abril. Segundo eles, Palmirinha sofria de problemas renais que se agravaram. Palmirinha deixou três filhas, seis netos e seis bisnetos.

## Filmografia
| Ano     | Título                 | Emissora  | Cargo         | Nota                |
| ------- | ---------------------- | --------- | ------------- | ------------------- |
| 1993–97 | Note e Anote           | RecordTV  | Colaboradora  | Quadro: "Culinária" |
| 1997–00 | Mulheres               | TV Gazeta | Colaboradora  | Quadro: "Culinária" |
| 1997–00 | Pra Você               | TV Gazeta | Colaboradora  | Quadro: "Culinária" |
| 2000–10 | TV Culinária           | TV Gazeta | Apresentadora |                     |
| 2012–15 | Programa da Palmirinha | Fox Life  | Apresentadora |                     |
| 2018-19 | Chef ao Pé do Ouvido   | GNT       | Jurada        |                     |

| Ano  | Título            | Personagem |
| ---- | ----------------- | ---------- |
| 2017 | Internet: O Filme | Ela mesma  |